# Saint-Vincent-d'Olargues
Saint-Vincent-d'Olargues är en kommun i departementet Hérault i regionen Occitanien i södra Frankrike. Kommunen ligger i kantonen Olargues som tillhör arrondissementet Béziers. År 2022 hade Saint-Vincent-d'Olargues 354 invånare.

## Befolkningsutveckling
Antalet invånare i kommunen Saint-Vincent-d'Olargues
Referens:INSEE